# طرح بیمارستان دوست‌دار کودک
طرح بیمارستان دوست‌دار کودک (به انگلیسی: Baby Friendly Hospital Initiative) (به اختصار BFHI) برنامهٔ جهانی مشترکی از سوی سازمان بهداشت جهانی، اتحاد جهانی اقدام برای شیردهی، یونیسف و دیگر سازمان‌ها می‌باشد که در سال ۱۹۹۱ پس از طرح‌ها و اعلامیه‌های سال ۱۹۹۰ پایه‌گذاری و بهره‌برداری شد. این طرح تلاشی جهانی برای بهبود نقش مادری و خدمت به مادران شیرده و نوزادان‌شان برای شروع بهتری در زندگی می‌باشد. هدف اصلی این طرح بهبود سلامت زنان حامله، مادران با نوزادهای تازه‌زاده‌شده و نوزادان با امکانات پزشکی برای مراقبت، ترویج فرهنگ‌های شیردهی و حمایت آن‌ها مطابق با قانون بین‌المللی بازاریابی از جایگزین شیر مادر می‌باشد.

## معیارها
معیارهای داشتن مجوز رسمی طرح بیمارستان دوست‌دار کودک عبارتند از:
1. دارای سیاست‌های شیردهی نوشته شده باشد که به‌طور معمول روی تمام کارکنان مراقبت‌های بهداشتی انجام می‌شود.
2. تمام کارکنان بخش مراقبت‌های بهداشتی برای اجرای این سیاست‌ها باید مهارت‌های لازم را دیده باشند.
3. تمام زنان باردار را در مورد فواید و مزیت‌های شیردهی باخبر کنند.
4. مادران را برای شروع شیردهی در ظرف نیم ساعت پس از تولد را کمک کنند.
5. طریقه شیردهی و حفظ آن‌را به مادران نشان دهند، حتی اگر آن‌ها باید از نوزاد خود جدا باشند.
6. به نوزادان تازه‌متولدشده هیچ‌گونه غذا یا نوشیدنی‌های دیگر غیر از شیر مادر و نه حتی جرعه آب ندهند، مگر اینکه از پزشک تجویز شده باشد.
7. مراقبت-داخلی کودک را به مادران آموزش دهند، که اجازه می‌دهد مادران و نوزادان به‌طور ۲۴ ساعت شبانه روز با یکدیگر باشند.
8. تغذیه با درخواست را به مادران آموزش داده و تشویق کنند.
9. به نوزادان شیرخود هیچ‌نوع پستانک، تیت یا مواد مشابه آن داده نشود.
10. در زمان ترخیص از بیمارستان، مادر را به گروه‌ها یا مراکز شیردهی و پشتیبان شیردهی برای هر نوع کمک معرفی کنند.

این برنامه همچنین تمام شرکت‌های تجاری فرمول نوزاد را برای دادن نمونه رایگان غذاهای جانشین یا ترویجات آن منع می‌کند.
در بین سال‌های ۱۹۹۱ و ۲۰۰۵، در حدود ۱۵،۰۰۰ مرکز دوست‌دار کودک به‌طور جهانی فعال بود و از طرف سازمان‌های بهداشتی کنترل و مجوز داده شد.

## برنامه‌های بین‌المللی
طرح بیمارستان دوست‌دار کودک برنامه‌ای بین‌المللی است که در بیش از ۱۲۰ کشور انجام می‌گیرد.

### بریتانیا
طرح بیمارستان دوست‌دار کودک یونیسف بریتانیا در سال ۱۹۹۴ و ۱۹۹۸ طرح‌ریزی شد. در بریتانیا، طرح بیمارستان دوست‌دار کودک با سرویس سلامت ملی برای مطمئن ساختن از یک سلامت درست و استاندارد برای مادران یک‌جا کار می‌کند. این طرح همچنین به بیمارستان‌ها و مراکز سلامتی در صورت رعایت قوانین مجوز رسمی اعطا می‌کند. در بریتانیا به‌طور کلی ۵۲ بیمارستان و ۱۰ مرکز سلامتی دارای مجوز رسمی و فعال با بهترین امکانات وجود دارند. در سال ۲۰۰۹، وزارت سلامت بریتانیا مبلغ ۴ میلیون یورو را برای ۴۰ مرکز سلامتی دیگر اختصاص داد.

### استرالیا
در استرالیا این طرح با عنوان طرح سلامت دوست‌دار نوزاد (به انگلیسی: Baby Friendly Health Initiative) روی اجرا آمده‌است.

### ایالات متحده
در ایالات متحده این طرح با نام طرح دوست‌دار نوزاد ایالات متحده آمریکا (به انگلیسی: Baby Friendly USA) اجرا و روی کار است.

### ایران

لوح طرح بیمارستان دوست‌دار کودک در یکی از بیمارستان‌های ایران، تهران

مطابق با اعلام علیرضا مصداقی‌نیا، معاون بهداشت وزارت بهداشت در همایش روز جهانی شیر مادر: «آمارهایی که در کشور برای تغذیه بخصوص به طور انحصاری با شیر مادر وجود دارد راضی‌کننده نیست و آمارها نشان‌دهندهٔ آن است که تنها ۲۲ درصد مادران شیرده در ۶ ماه اول به نوزادان خود تغذیه با شیر مادر را فراهم می کنند.» او همچنین اعلام کرد که در ایران به‌طور کلی تا سال ۱۳۸۸ تعداد ۴۳ بیمارستان دوست‌دار کودک فعال در کشور فعال هستند و همچنین ۵۰۰ بیمارستان باید به این طرح اضافه شود.
دکتر فریور، رئیس اداره ترویج تغذیه با شیر مادر وزارت بهداشت در سال ۱۳۸۶ اعلام کرده بود که در بیشتر این بیمارستان‌ها طرح‌های اساسی دوست‌دار کودک رعایت نمی‌شود و معیارها سالی دو بار در بیمارستان‌ها پایش و ارزش‌یابی خواهند شد. همچنین چنگیزی، رئیس اداره سلامت مادران وزارت بهداشت اعلام کرده بود که برنامه‌ای ۵ ساله با بودجه ۱۰۰ میلیارد ریالی در دست است که برای ۴۰۰ بیمارستان کشور برای متحول شدن طرح‌ریزی شده تا بتوانند پذیرای هسته‌های آموزشی دانشگاه‌های علوم پزشکی باشند.
در شهر تهران، طبق آمار دانشگاه علوم پزشکی تهران از ۴۶ بیمارستان دوست‌دار کودک تحت پوشش، ٣٢ بیمارستان در غرب تهران، ٨ بیمارستان در کرج، ٣ بیمارستان در شهریار، ١بیمارستان در ساوجبلاغ و ١بیمارستان در نظرآباد واقع هستند. از این بیمارستان‌ها ١۶ بیمارستان دولتی، ٢٣ بیمارستان خصوصی، ۶ بیمارستان تأمین اجتماعی و ١ بیمارستان خیریه می‌باشند. یکی از بیمارستان‌ها فقط دارای بخش کودکان، ١٢بیمارستان فقط بخش زنان و زایمان و ٣٣ بیمارستان دارای بخش زنان زایمان و کودکان هستند.
۶ بیمارستان از ١٠٠ امتیاز بیمارستان‌ها، در ارزیابی مجدد بیمارستان‌های دوستدار کودک سال ۱۳٨٨ دوستدار کودک امتیاز کمتر از ٩٠ کسب کرده‌اند. ٩ بیمارستان تحت پوشش دانشگاه نیز لوح دوستدار کودک نداشتند.